# Lattanzio da Rimini

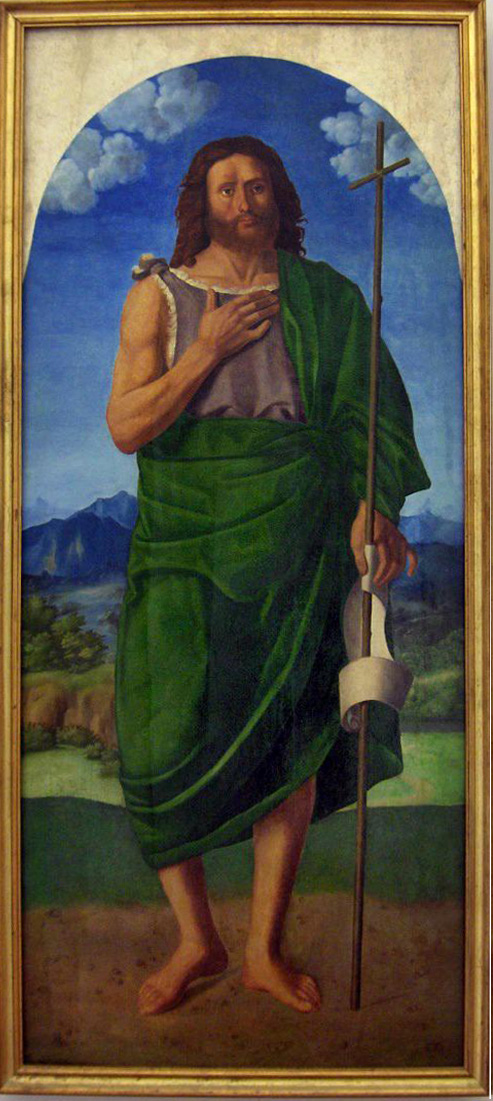
San Juan Bautista, Museo de Rímini

Lattanzio da Rimini (Rímini, doc. 1492 - 1524), pintor italiano del Renacimiento, activo dentro del ámbito de la Escuela veneciana.

## Biografía
Poseemos pocas noticias ciertas sobre la vida de Lattanzio. Se halla documentado por primera vez en 1492, cuando le encontramos entre los numerosos colaboradores que ayudaron a Giovanni Bellini en la decoración del Palacio Ducal de Venecia. Parece que gozaba ya entonces de cierto prestigio, pues su sueldo sólo era inferior al del maestro y al de Alvise Vivarini, inmensamente célebres en aquella época.
Lattanzio siempre mantuvo un vínculo evidente con el arte y estilo de Bellini, del que probablemente fuera alumno. Prueba de ello es su firma en el Retablo de Mezzoldo (1505): d. Jo. B. (discípulo de Johannis Bellini)
Nuestro artista participó de manera destacada en importantes proyectos decorativos. Fue uno de los artistas seleccionados (1499) para decorar la capilla del gremio de los sederos venecianos en Santa Maria dei Crociferi junto a pintores como Giovanni Mansueti o Cima da Conegliano.
Su obra maestra todavía se halla in situ en la iglesia parroquial de San Martino in Piazza Brembana: es el Políptico de San Martín, firmado y fechado en 1503, aunque probablemente concluido en 1504. Es un logrado intento de emular las bellezas de Cima, con un hábil uso del paisaje y el color. La rigidez de las figuras nos recuerda, sin embargo, la huella del estilo de Vittore Carpaccio.
A partir de 1505 y hasta 1524 se halla documentada su presencia en Rímini, aunque no han podido datarse con seguridad trabajos de su mano durante esta época.
El estilo de Lattanzio cae frecuentemente en el seguidismo del estilo belliniano, llegando a veces incluso a la copia casi literal. Sin embargo, en sus mejores momentos, alcanza una notable altura artística, tal vez algo falta de originalidad, pero digna de alguien que había aprendido y trabajado junto a los mayores maestros venecianos de la época.

## Obras destacadas
- Virgen con el Niño entre los santos Juan Bautista e Isabel (c. 1490, anteriormente en el Schlossmuseum, Berlín), destruido.
- Predicación de San Marcos en Alejandría (1499, Santa Maria dei Crociferi, Venecia), destruido.
- Políptico de San Martín (1500-1504, San Martino di Piazza Brembana, Bérgamo)	
  - San Martín comparte su capa con un pobre
  - San Pedro y San Pablo
  - Santiago el Mayor y San Juan Evangelista
  - San Antonio de Padua y San Miguel Arcángel
  - San Juan Bautista y San Bernardo
- San Pedro, San Juan Evangelista y San Juan Bautista (1505, San Giovanni Battista, Mezzoldo)
- Virgen entre San Juan Bautista y San Jerónimo (Museo della Città di Rimini)